# 卜采萊姆
卜采萊姆（希伯來語：בצלם，羅馬化：B'Tselem，國際音標：[beˈtselem]，意為「照着（上帝的）形像」）是一個總部設在耶路撒冷的獨立非牟利團體，其宗旨是紀錄在以色列佔領區中的侵犯人權事件，打擊任何否認存在此等侵犯人權事件的言論，以及幫助在以色列創造人權文化。以色列國內對卜采萊姆評價兩極，由猛烈抨擊到高度讚揚都有。

## 概覽
卜采萊姆是於1989年第一次巴勒斯坦大起義期間，由以色列學者及左派政黨人士成立。卜采萊姆的資助源自私人捐款（包括以色列及外國），一些外國政府，以及歐洲和北美洲關注人權事務的基金。
卜采萊姆發表了逾一百份報告，內容涉及酷刑，安全部隊致命的槍擊事件，限制行動，強占土地、東耶路撒冷在規劃和建築上的歧視，行政拘留，拆毀房屋，以色列定居者和巴勒斯坦人的暴力，以及以色列在佔領區的行動。
1989年卜采萊姆和巴勒斯坦人權組織Al-Haq共同獲得了卡特藝術館人權獎。
卜采萊姆一直受到猛烈抨擊。2011年時任以色列外交部長的阿维格多·利伯曼指控該組織教唆恐怖主義及削弱以色列國防軍。左派政治人士也有批評該組織，特別是錫安主義聯盟的Itzik Shmuli稱卜采萊姆幫助妖魔化以色列。

## 歷史
卜采萊姆在1989年2月3日成立，其名字取自創世記1:27，說道人類是「照着上帝的形像」（b'tselem elohim）創造。該組織稱這是符合聯合國世界人權宣言所指人人有同等的尊嚴，故應享有相同的基本權利。
主要的創辦者有Daphna Golan-Agnon（學者，女性和平組織Bat Shalom創始主任）、David Zucker（Ratz黨的議會議員，Peace Now運動創始者之一）、Haim Oron（Mapam黨的議會議員，Peace Now運動創始者之一）、Zehava Gal-On（Ratz黨活動者，由Ratz黨和Mapam黨合併而成的梅雷茲黨的未來議會議員）、Avigdor Feldman（公民自由律師）、和Edy Kaufman（公民自由活動者）。華盛頓郵報形容在以色列中人權組織和政黨之間的界線「很模糊」，提到Gal-on輪流擔任卜采萊姆主任和社會主義的梅雷茲黨主席。

## 工作
為佔領國的以色列的權力範圍內的侵犯人權行為」。

### 以色列在C區的土地政策
2013年，卜采萊姆發布了一份名為「扮演地主：以色列在西岸C區的政策」（Acting the Landlord: Israeli Policy in Area C, the West Bank）的報告。報告指出佔西岸約60％的C區處於以色列完全控制之下，並指出：
以色列嚴格限制了C區的巴勒斯坦人定居、建設和發展，同時忽視了巴勒斯坦人的需求。巴勒斯坦居民被……剝奪了建造房屋或發展社區的任何法律途徑，所以他們時刻害怕他們的房屋可能會被拆除，他們會被驅逐並失去生計。
卜采萊姆還指出，A區和B區的一些地區只有在C區有可用作建設的土地，但以色列幾乎完全禁止建設。因此，「以色列在C區的政策對整個西岸的居民都造成了影響。A區和B區所劃定的邊界，對這些地區的一些社區人為地造成土地稀缺。」卜采萊姆指責以色列的行動違反了國際人道主義法和國際人權法。

## 外部連結
- 官方网站